# Osmel Sousa
Osmel Ricardo Lázaro Cipriano Sousa Mansilla (Rodas, 26 de septiembre de 1946), es un empresario, diseñador, actor, exmodelo, dibujante publicitario, cronista social, director artístico, presentador de televisión, productor y missólogo cubanovenezolano; Actualmente desempeña el cargo de presidente asesor del Miss Universo.
Trabajo casi 50 años para la Organización Miss Venezuela preparando candidatas al certamen de belleza, y se convirtió en el presidente, director y organizador del mismo tras el fallecimiento de Ignancio Font Coll en 1981, este rol lo mantuvo hasta 2018. Con 37 años bajo ese cargo fue director de las franquicias de Miss Venezuela Universo, Míster Venezuela Mundo, Miss Venezuela Mundo, Miss Venezuela Tierra y Miss Venezuela Internacional. Fue además director artístico de los canales Radio Caracas Televisión y el Canal 8 de Venezuela, encargado de la realización de diseños y dibujos publicitarios.
Es actor egresado de la Academia de   Horacio Peterson, actuó en múltiples obras teatrales inicialmente en Maracaibo y luego en Caracas, en películas como Los tracaleros (1977), y en las telenovelas El perdón de los pecados (1997), Cosita rica (2003) y La mujer perfecta (2010), estas dos últimas escritas por Leonardo Padrón. Fue modelo junto a Carlos Julio Ohep; También fue productor y presidente del jurado del famoso certamen de belleza y reality de la cadena Univision Nuestra Belleza Latina desde 2007 hasta 2016. 
Es considerado el mejor preparador y entrenador para concursos de belleza del mundo y es conocido internacionalmente como El Zar de la Belleza, nombre que le fue otorgado por la prensa venezolana tras sus éxitos en diferentes concursos de belleza. Entre sus logros se encuentran la preparación de siete Miss Universo para Venezuela y una Miss Universo para República Dominicana en el 2003: Amelia Vega, siete ganadoras del Miss Internacional, cinco ganadoras del Miss Mundo y un ganador del Míster Mundo en 1998, además de una triunfadora en el Miss Tierra etc. Sousa es responsable de cientos de clasificaciones, finalistas y virreinas de números concursos nacionales e internacionales.
En 2020 estrenó su propio reality show: El concurso by Osmel Sousa, donde se instruye cómo se hace una reina de belleza internacional.
En 2023 forma parte del reality show de Telemundo La casa de los famosos, para su tercera temporada.

## Biografía
Sousa, nieto de gallegos, nació en Rodas, un pueblo cerca de Cienfuegos, en Cuba. En el colegio pasaba el tiempo dibujando mujeres ya que sufría de déficit de retención y aprendizaje, patología que le fue detectada de adulto. Después de haber pasado por un tratamiento hormonal para agudizar su voz, en 1959, sus padres decidieron trasladarlo a Maracaibo, en Venezuela. En su país de naturalización, trabajó con sus tíos en una mueblería, propiedad de su familia; Sousa conocería a Lupita Ferrer, quien en aquel entonces no era famosa, fue ella, después de que le surgiera una oportunidad laboral en RCTV como director de diseño gráfico, quien alentó a Osmel a trasladarse a Caracas.
En la capital venezolana, entró al mundo del teatro donde estudio junto a Ferrer, Miguel Ángel Landa, Gilberto Correa y Antonieta Colón "La Cobra", participando en numerosas obras teatrales, a su voz comienza a trabajar en una agencia de publicidad siendo dibujante publicitario y más tarde el director publicitario. Se retira de la actuación porque se le era complicado recordar algunos diálogos, a consecuencia de una falta de retención de información. Actuó en películas como Los tracaleros en 1977 y en telenovelas como Cosita rica en el año 2004.
Más tarde se acercaría al concurso de belleza Miss Venezuela, fue ahí donde trabajaría junto a Ignacio Font Coll y Joaquín Riviera. Después del fallecimiento de Font Coll, Sousa ocupó el puesto de presidente de la organización. Durante su presidencia, el concurso creció en popularidad hasta el día de hoy, siendo considerado junto al Miss USA y el Miss Francia, como uno de los concursos de bellezas de ámbito nacional más importantes del mundo. De este concurso salieron 7 Miss Universo, 6 Miss Mundo, 8 Miss Internacional y 2 Miss Tierra. El 26 de septiembre de 2009, fue colocada la estrella de Osmel Sousa en el Paseo Amador Bendayán.
En 2017 fue presentador del programa Te tocó a ti de Cisneros Media, junto a Sandra Villanueva e Ivo Contreras en el canal Ve Plus.

## Trayectoria

### Director creativo
En 1964 fue diseñador y dibujante de la mascota del canal CVTV, que para entonces era un canal privado, donde logró el puesto de director creativo del departamento de arte hasta 1965, luego de prolongados problemas financieros originados por la fuerte competencia con otras cadenas.
En 1965 fue contratado por Radio Caracas Televisión, donde tuvo el cargo de director artístico y creativo del departamento de arte hasta 1967, varios de sus trabajos como dibujante publicitario se utilizaron en producciones como Radio Rochela, El Show de Renny y ciertas telenovelas sin embargo su salida del mismo se debió a que Sousa fue falsamente acusado de utilizar material de la empresa para realizar diseños para Oppa publicidad.

### Miss Venezuela
En 1966 de la mano de Ignacio Font Coll comienza a trabajar en la empresa "OPPA Publicidad" como dibujante publicitario; diseño varias prendas como pulseras y collares siendo el creador del famoso collar con el cual Peggy Kopp ganó el Miss Venezuela 1968.
Sousa se comprometió a asesorar a ciertas concursantes que pasaron a ganar la corona de Miss Venezuela, se estrenó como diseñador de los trajes de gala de muchas participantes en la edición del Miss Venezuela 1970.
Como preparador logró las victorias de Jeannette Donzella, María Antonieta Cámpoli, Desirée Rolando, Maritza Pineda, Elluz Peraza, Cristal Montañez, Marisol Alfonzo, Maritza Sayalero y Maye Brandt. En octubre de 1981, murió Ignacio Font Coll, Venevisión compra el Miss Venezuela y Sousa se convirtió en el presidente del concurso. Conocido como «El zar de la belleza», durante años de carrera ha sido considerado como una fuerza motriz, debido a la gran cantidad de jóvenes venezolanas que se han convertido en Miss Universo, Miss Mundo, Miss Internacional y Miss Tierra.
El 6 de febrero de 2018 anunció a través de su cuenta de Instagram su retiro de la Organización Miss Venezuela, después de 50 años preparando reinas de belleza venezolanas y casi 40 años como director del mismo, agradeciendo al empresario Gustavo Cisneros.

### Míster Venezuela
En 1996 inicia y asume la dirección de la franquicia Míster Venezuela, concurso responsable de seleccionar a un representante Venezuela para el Míster Mundo. En 1998 tras preparar al candidato Sandro Finoglio, este obtuvo la primera victoria de Míster Mundo para Venezuela.
En 1998, Ernesto Calzadilla gana el concurso y al año posterior se convirtió en el Manhunt International 1999, ningún representante de Míster Venezuela conseguía otro triunfo en algún concurso internacional hasta 2017 cuando Gabriel Correa se convirtió en Míster Supranational.

### Nuestra Belleza Latina
Desde 2007, Sousa como presidente del jurado desde la primera temporada del reality show Nuestra Belleza Latina, producido por la cadena hispana Univision, en Estados Unidos. En 2008, en este programa se le unió como jurado la Miss Universo 1991, Lupita Jones, y el actor y modelo Julián Gil, ambos hasta el año 2013. En 2009 entra Jorge Aravena en sustitución de Julián Gil. En 2014 entra Jencarlos Canela. En 2015 entran el estilista Jomari Goyso y la actriz y modelo mexicana Jacqueline Bracamontes. En el 2016 sale Jomari Goyso y se integra al grupo de jurados el actor Daniel Arenas hasta 2017. Sousa abandonaría su participación en dicho reality en el año 2018.

### Retiro de la organización Miss Venezuela
El 6 de febrero de 2018 anunció a través de su cuenta de Instagram su retiro de la Organización Miss Venezuela (Miss Venezuela y Míster Venezuela), después de décadas participando en ella, agradeciendo al empresario Gustavo Cisneros.

### Miss Argentina y Miss Uruguay
En 2006 por primera vez trabaja para la franquicia de Miss Argentina, entrenando a Magalí Romitelli quien logró entrar al Top 20 del Miss Universo de ese año. A comienzos de julio de 2019, Osmel Sousa anunció a través de sus redes sociales que asumirá la dirección de los concursos de belleza de Miss Universo Argentina y Miss Universo Uruguay.
En junio de 2020 descartó seguir con el Miss Uruguay y solo estará con la dirección del Miss Argentina. Posteriormente en 2021 renunciaría también a la dirección del Miss Argentina.

### Actuación
Durante la década de 1960 es motivado por Lupita Ferrer, a estudiar actuación en Caracas y Maracaibo; Es egresado de la Academia de Actuación Horacio Peterson, partico en numerosas obras teatrales junto a grandes actores de renombre, que iniciaban su carrera de actuación como Miguel Ángel Landa, Luis Abreu, Eduardo Serrano, Gilberto Correa, Antonieta Colón y Soraya Sanz. Una de sus primeras obras teatrales fue "Gigi" de 1963 en compañía de Ferrer, también actuó en las piezas teatrales: Animales feroces (1963), Callejón sin salida (1965) y La mujer que tenía el corazón pequeño (1965), sin embargo con el tiempo al mostrar cierta dificultad con la memorización de sus textos de libreto a consecuencia de su déficit de atención, se alejó del mundo de la actuación para dedicarse al diseño y estilización de bocetos de dibujo en 1965.
En 1977 retoma la actuación en la exitosa película venezolana Los tracaleros en la cual tuvo un pequeño papel. En 1997 actuó en la telenovela El perdón de los pecados de Román Chalbaud, en 2004 trabaja en la exitosa telenovela Cosita rica, escrita por Leonardo Padrón y emitida por Venevision, interpretando una versión más caricaturesca y dramática de sí mismo.
Actuó para ¡Que Locura! en el segmento "Yo fui mister, yo fui miss". En 2005 fue invitado por Mimi Lazo a actuar en una adaptación teatral del clásico cuento de Cenicienta, en la cual fue el Hada Padrino junto a Chiquinquirá Delgado y Daniel Sarcos. Tuvo una participación especial en la telenovela Voltea pa' que te enamores del 2006 y en 2010 nuevamente de la mano de Leonardo Padrón, tuvo una actuación especial en su telenovela La Mujer perfecta compartiendo créditos con Mónica Spear y Carolina Perpetuo.
En 2023, actúa en la película: Mi abuela está loca de remate de la productora 11-11 Producciones.

### Modelaje
Sousa fue un destacado modelo en Venezuela, en distintos desfiles de moda y para portadas de revistas, junto a su amigo Carlos Julio Ohep, con quién en años posteriores trabajaría en la preparación de misses para el Miss Venezuela.
Durante la década de 1970 fue modelo para José Sigala en sus fotografías de desnudez artística.

## Controversias y legado

### Cirugías plásticas y retoques estéticos en concursantes
Osmel Sousa ha estado involucrado en la controversia de las cirugías plásticas y retoques estéticos en sus Misses Venezuela y Místeres Venezuela, enviados a distintos concursos de belleza donde han logrado victorias. En 1979, Maritza Sayalero fue la primera concursante venezolana en ganar el certamen Miss Universo y Sousa admitió que parte de su preparación para el concurso consistió en haberle hecho una rinoplastia.
En el 2005, Sousa sometería a varias cirugías a Jictzad Viña para el Miss Venezuela 2005 quien ganaría tras realizarle rinoplastia, una mamoplastia de aumento y el uso de lentes de contacto.
Sousa cambió la forma en que el Miss y Míster Venezuela lograron el éxito y las actitudes públicas sobre la cirugía plástica. En Venezuela y otros países, la cirugía plástica recibió una aceptación mucho más general e incluso se puso de moda. Desde si el color y el estilo del vestido que eligió eran apropiados, hasta si aconsejó o no la cirugía plástica para un concursante en particular, hasta la aseveración de que crea "maniquíes de moda".

### Adopción de niños en parejas LGBT
En los últimos años, Sousa también ha estado involucrado en varias controversias relacionadas con la adopción de niños por parte de padres del mismo sexo, postura con la que Sousa se encuentra en desacuerdo. También ha dicho en muchas ocasiones que sus padres lo separaron, por lo que lo enviaron a Venezuela cuando era apenas un adolescente, e incluso lo sometieron a un tratamiento hormonal para hacerlo "más varonil" debido a su orientación sexual.

## Filmografía

### Teatro
| Año  | Título                                | dirección        |
| ---- | ------------------------------------- | ---------------- |
| 1963 | Animales feroces                      | Horacio Peterson |
| 1963 | Gigi                                  | Horacio Peterson |
| 1965 | Callejón sin salida                   | Horacio Peterson |
| 1965 | La mujer que tenía el corazón pequeño | Horacio Peterson |
| 2005 | La Cenicienta                         | Mimí Lazo        |

### Telenovelas
| Año  | Título                     | Cadena      |
| ---- | -------------------------- | ----------- |
| 1997 | El perdón de los pecados   | Venevisión. |
| 2004 | Cosita rica                | Venevisión. |
| 2006 | Voltea pa' que te enamores | Venevisión. |
| 2010 | La Mujer perfecta          | Venevisión. |

### Cine
| Año  | Título                        | Personaje      |
| ---- | ----------------------------- | -------------- |
| 1977 | Los tracaleros                | Chofer de taxi |
| 2023 | Mi Abuela esta loca de remate |                |

### Programas de Televisión
| Año        | Título                 | Rol                                          | Cadena          |
| ---------- | ---------------------- | -------------------------------------------- | --------------- |
| 1968- 1980 | Miss Venezuela         | Diseñador, coach y captador de misses        |                 |
| 1981-2017  | Miss Venezuela         | Presidente de la organización                | Venevision      |
| 1996-2017  | Míster Venezuela       | Presidente de la organización                | Venevision      |
| 1983       | Señorita Colombia 1983 | Juez                                         |                 |
| 1998       | Solo con sofia         | Invitado                                     |                 |
| 2003-2008  | ¡Sálvese quien pueda!  | Invitado recurrente                          | Venevision      |
| 2004       | ¡Qué Locura!           | Segmento "Yo fui Mister, yo fui Miss"        | Venevision      |
| 2005       | Miss Puerto Rico 2005  | Juez                                         |                 |
| 2005       | La guerra de los sexos | Invitado en sección "El personaje incógnito" | Venevision      |
| 2007-2018  | Más allá de la Belleza | Copresentador                                | Venevision Plus |
| 2007-2016  | Nuestra Belleza Latina | Juez y Presidente del jurado)                | Univision       |
| 2007-2022  | El gordo y la flaca    | Panelista recurrente                         | Univision       |
| 2013       | Mira quién baila       | Juez invitado                                | Univision       |
| 2013-2014  | Todo por la corona     | Copresentador                                | Venevision      |
| 2015-2017  | La magia de ser miss   | Copresentador                                | Venevision      |
| 2017-2018  | Te tocó a ti           | Copresentador                                | Venevision Plus |
| 2020-2024  | El concurso by Osmel   | Presentador                                  | Sun Channel     |
| 2023       | La casa de los famosos | Concursante                                  | Telemundo       |
| 2024       | Hoy día Bailamos       | Juez                                         | Telemundo       |
| 2024       | Miss México Universe   | Organizador                                  | Telemundo       |
| 2024       | Miss Universo 2024     | Presidente asesor                            | Telemundo       |

### Programas producidos para YouTube
- Desde los ojos de Osmel (2020)
- El concurso by Osmel (2020)
- Osmel, Soy yo (2020-2021)

## Éxitos en certámenes de belleza
Osmel Sousa durante su dirección de la organización Miss Venezuela preparó a un total de: 40 representantes para Miss Universo, 38 representantes para Miss Mundo, 32 representantes para Miss Internacional, 11 representantes para Miss Tierra y 17 Míster Venezuela.
Sousa también ha participado de forma esporádica en la preparación de representantes de: Argentina, Brasil, Uruguay, Colombia, Puerto Rico y República Dominicana; siendo Amelia Vega de este último país la ganadora del Miss Universo 2003, tras contar con la capacitación y entrenamiento de Sousa.

### Concursos de Belleza femenino
| Concurso                             | Número de victorias | Año                                            |
| ------------------------------------ | ------------------- | ---------------------------------------------- |
| Miss Universo                        | 8                   | 1979, 1981, 1986, 1996, 2003, 2008, 2009, 2013 |
| Miss Mundo                           | 5                   | 1981, 1984, 1991, 1995, 2011                   |
| Miss Internacional                   | 8                   | 1985, 1997, 2000, 2003, 2006, 2010, 2015, 2018 |
| Reina Hispanoamericana               | 5                   | 1992, 1996, 2000, 2009, 2010                   |
| Reinado Internacional del Café       | 4                   | 1998, 1999, 2013, 2016                         |
| Miss Suramérica                      | 4                   | 1983, 1984, 1985, 1986                         |
| Miss Tierra                          | 2                   | 2005, 2013                                     |
| Nuestra Belleza Latina Internacional | 1                   | 1997                                           |
| Miss Grand Internacional             | 1                   | 2019                                           |

#### Clasificaciones
| Clasificación | Concurso           | Año                                       |
| ------------- | ------------------ | ----------------------------------------- |
| 1.ª finalista | Miss Universo      | 1997, 1998, 2000 y 2003                   |
| 1.ª finalista | Miss Mundo         | 1987 y 1999                               |
| 1.ª finalista | Miss Internacional | 1984, 1995, 1998, 2001 y 2011             |
| 2.ª finalista | Miss Universo      | 1972, 1984, 1993, 1994, 2007, 2012 y 2018 |
| 2.ª finalista | Miss Mundo         | 1990, 1992, 1994 y 2010                   |
| 2.ª finalista | Miss Internacional | 1989 y 2017                               |
| 3.ª finalista | Miss Universo      | 1985, 1987 y 2001                         |
| 3.ª finalista | Miss Mundo         | 1985 y 1988                               |

### Concursos de belleza masculinos
| Concurso              | Número de victorias | Año  | Representante      |
| --------------------- | ------------------- | ---- | ------------------ |
| Míster Mundo          | 1                   | 1998 | Sandro Finoglio    |
| Manhunt Internacional | 1                   | 1999 | Ernesto Calzadilla |

#### Clasificaciones
| Clasificación | Concurso     | Año         |
| ------------- | ------------ | ----------- |
| Top 10        | Míster Mundo | 2000 y 2003 |
| Top 15        | Míster Mundo | 2010        |